# Граберје
Граберје је насељено место у саставу града Петриње, у Банији, Република Хрватска.

## Историја
Граберје се од распада Југославије до августа 1995. године налазило у Републици Српској Крајини.

## Становништво
На попису становништва 2011. године, Граберје је имало 155 становника.

## Попис 1991.
На попису становништва 1991. године, насељено место Граберје је имало 280 становника, следећег националног састава:
| Попис 1991.‍ | Попис 1991.‍ | Попис 1991.‍ | Попис 1991.‍ | Попис 1991.‍ |
| ----------- | ----------- | ----------- | ----------- | ----------- |
|             |             |             |             |             |
| Хрвати      | Хрвати      |             | 279         | 99,64%      |
| Срби        | Срби        |             | 1           | 0,35%       |
| укупно: 280 |             |             |             |             |